# Gumpusa
Gumpusa (Campusa), malena skupina Indijanaca iz Teksasa, porodice Coahuiltecan, koji su poznati tek po izvještaju iz 1794. godine u misiji Nuestra Señora del Espíritu Santo de Zúñiga, u blizini današnjeg Goliada Teksasu. U ovom izvještaju spominju se kao ogranak Aranama, te da ih je preostalo svega 12. 